# Uyên Linh
Trần Nguyễn Uyên Linh (sinh ngày 31 tháng 12 năm 1987), thường được biết đến với nghệ danh Uyên Linh, là một nữ ca sĩ người Việt Nam. Cô là quán quân của cuộc thi Vietnam Idol mùa 3 năm 2010, đồng thời còn là nghệ sĩ đã từng giành được 4 đề cử cho giải Cống hiến.

## Tiểu sử
Uyên Linh có quê nội ở xã Đoan Hùng, huyện Hưng Hà, tỉnh Thái Bình. Cô từng học tại Trường Trung học phổ thông chuyên Lê Hồng Phong, Thành phố Hồ Chí Minh sau đó học tại Học viện Ngoại giao. Năm 2007, cô đã dự thi Vietnam Idol mùa thứ nhất nhưng không vào được top 100, trước đó cô cũng từng lọt vào vòng chung kết Sao Mai 2009 khu vực miền Bắc nhưng bị loại và chỉ giành được vài giải thưởng lớn nhỏ dành cho sinh viên.
Năm 2008, Uyên Linh dự thi chương trình "Giọng hát vàng - Soul of Melody 2008" (với tư cách là đại diện Học viện Quan hệ Quốc tế nay là Học viện Ngoại giao) và giành giải đặc biệt. Uyên Linh giành giải nhờ vào giọng hát tốt và phong cách biểu diễn tự nhiên, đặc biệt với 02 ca khúc Dệt tầm gai và A woman's worth. Ngoài ra Uyên Linh cũng đoạt giải đặc biệt trong cuộc thi Let's Get Loud 2008 với ca khúc Saving all my love for you và lọt vào Top 3 Nghệ sĩ mới xuất sắc năm 2011 Zing Music Award 2011 với 1904 lượt bình chọn. 

## Sự nghiệp

### Vietnam Idol 2010
Trong cuộc thi này, Uyên Linh đã hoàn thành các phần thi của mình một cách xuất sắc, nhiều sáng tạo, thuyết phục, ngay cả khi cô trình bày lại các ca khúc của những ca sĩ nổi tiếng trước đó. Điều đó đã được ban giám khảo và giới chuyên môn đánh giá cao, đồng thời cũng tạo nên "cơn sốt" của chương trình Idol này. Nhiều nhận định, nhiều ý kiến tại các trang Web, diễn đàn đều đánh giá rất cao và đặt nhiều kỳ vọng về cô trong sự nghiệp ca hát, có nhận định còn cho rằng cô có thể là 1 Diva mới của ca nhạc Việt Nam.
Các ca khúc cô trình bày gây ấn tượng là Đường cong, Chỉ là giấc mơ, Với anh và Sao chẳng về với em.

#### Các màn trình diễn và kết quả
| Tuần               | Chủ đề                | Bài hát                                                                       | Thứ tự biểu diễn | Kết quả                                                      |
| ------------------ | --------------------- | ----------------------------------------------------------------------------- | ---------------- | ------------------------------------------------------------ |
| Vòng sơ tuyển      | Lựa chọn của thí sinh | "If I Ain't Got You" (của Alicia Keys)                                        | N/A              | Được chọn                                                    |
| Vòng nhà hát       | Hát đơn ca Hát nhóm   | "Vẫn Hát Lời Tình Yêu" "Giận anh"                                             | N/A              | Được chọn                                                    |
| Top 16 Nữ          | Ngẫu nhiên            | "Tình 2000"                                                                   | N/A              | Được chọn                                                    |
| Top 8 Nữ (bán kết) | Ngẫu nhiên            | "Với anh"                                                                     | 6                | Được chọn vào top 10                                         |
| Top 10             | Freestyle             | "Những lời buồn"                                                              | 10               | An toàn                                                      |
| Top 9              | Pop/Rock              | "Mùa đông sẽ qua"                                                             | 5                | An toàn                                                      |
| Top 8              | R&B/Hip-hop/Dance     | "Lời của ánh mắt"                                                             | 8                | An toàn                                                      |
| Top 7              | Nhạc Quốc tế          | "Fallin'" (của Alicia Keys)                                                   | 2                | An toàn                                                      |
| Top 6              | Bài ca không quên     | "Khát vọng"                                                                   | 1                | Trong nhóm 3 người thấp nhất                                 |
| Top 5              | Đêm Diva              | "Trở lại tuổi thơ"                                                            | 1                | Bị loại (nhưng được an toàn do Đăng Khoa rút khỏi cuộc chơi) |
| Top 4              | Song ca               | "Anh mãi là" (với Văn Mai Hương) "Em và tôi" (với Lân Nhã)                    | 1 4              | An toàn                                                      |
| Top 3              | BGK lựa chọn          | "Chỉ là giấc mơ" "Đường cong" (Siu Black chọn)                                | 1 4              | An toàn                                                      |
| Top 2              | Chung kết             | "Take Me to the River" (của Al Green) "Sao chẳng về với em" "Cảm ơn tình yêu" | 2 4 6            | Chiến thắng                                                  |

Trong đêm Gala chung kết Vietnam Idol 2010 đầu tiên với chủ đề tự chọn, cô đã thể hiện ca khúc 'Những lời buồn', Ban giám khảo nhận xét Uyên Linh hát tốt, thể hiện tinh tế và hết mình trên sân khấu như một nữ ca sĩ thực thụ. Trong đêm đêm 30/10/2010, cô trình bày ca khúc Mùa đông sẽ qua, tiếp tục thuyết phục được ban giám khảo, riêng giám khảo Diễm Quỳnh ví cô như một "Mỹ Linh thứ hai".
Tuy luôn nhận được những lời khen ngợi của Ban giám khảo, nhưng Uyên Linh cũng từng 2 lần rơi vào "top 3 nguy hiểm" do có số lượt bình chọn trên mạng thấp. Thậm chí, trong đêm Kết quả của Gala 6 Uyên Linh suýt bị loại khỏi giải.
Ở Vietnam Idol 2010, Uyên Linh đã khẳng định khả năng hát bằng tiếng Anh khi biểu diễn tốt và sáng tạo những ca khúc Tiếng Anh đã được trình bày bởi nhiều ca sĩ nổi tiếng. Đêm 25/12/2010 là Đêm đăng quang ngôi vị Quán quân Thần tượng âm nhạc 2010 của Uyên Linh trước đối thủ là thí sinh Văn Mai Hương.

### Sau Vietnam Idol
Sau cuộc thi Vietnam Idol, Uyên Linh tiếp tục có nhiều kế hoạch riêng về việc ca hát. đồng thời cô cũng là trung tâm của các ý kiến bình luận về bản thân cô hay những thông tin liên quan đến việc ca nhạc của Uyên Linh.
Uyên Linh cũng tiếp tục xuất hiện với bài hát "Xích lô" trong chương trình Duyên Dáng Việt Nam 23 tổ chức tại Tuy Hòa, Phú Yên ở hai đêm diễn 8 và 9/1/2011. Đầu năm 2011, nhạc sĩ Quốc Trung đã đồng ý làm album cho Uyên Linh trong khi nhạc sĩ Huy Tuấn làm việc với Văn Mai Hương.

### 2018: Thực hiện dự án album phòng thu thứ 4
Ngày 5 tháng 9 năm 2018, Uyên Linh thông báo trên chương trình 1 tiếng kể hết của AFamily rằng cô đang thực hiện dự án album phòng thu thứ 4. Cô cho rằng "đây là thời điểm để bước ra khỏi vùng an toàn, thay đổi bản thân và là dự án thử nghiệm".

## Nhận xét
Có nhiều ý kiến bình luận về hiện tượng Uyên Linh. Một số ca sĩ, người mẫu.... đánh giá rất cao và đặt nhiều kỳ vọng về Uyên Linh. Tuy vậy cũng có nhiều ý kiến trái chiều về khả năng chuyên môn của cô cũng như lý giải về hiện tượng của Uyên Linh.
"Uyên Linh có cái quyến rũ khi hát, nhất là nhạc ngoại quốc, dù ngoại hình không đẹp. Tôi cho rằng tiêu chuẩn số 1 của nghệ sĩ là sự quyến rũ vì nó rất quan trọng. Kỹ thuật cao siêu đến đâu người ta cũng chỉ có khen: Anh này hát giỏi quá nhỉ, lên cao quá nhỉ, xuống thấp quá, oai quá nhỉ... nhưng rồi cuối cùng về chả nhớ gì. Còn có người không được như thế nhưng về nhà đêm phải nhớ."— Nhạc sĩ Dương Thụ

"Người ta có thể đào tạo được kỹ thuật thanh nhạc, chứ không đào tạo được thẩm mỹ âm nhạc và tâm hồn nghệ sĩ. Mà em, dù không được đào tạo bài bản nhưng lại có cả hai thứ đó. Trước em, tôi thực sự ngả mũ!"— Nhạc sĩ Quốc Trung

"Con người Uyên Linh hòa quyện giữa sự dữ dội, mãnh liệt và những khoảng lặng tinh tế.''— Nhạc sĩ Giáng Son

"Thông minh, trách nhiệm, đam mê, tâm huyết và biết điều. 5 điểm ấy là những 'nét' đáng trân trọng và ghi nhận ở Linh.
Thông minh ở chỗ, Linh rất biết được vị trí mình đang có trong lòng khán giả, ít nhiều cũng có cái gọi là thiên thời địa lợi, là may mắn. Vì vậy, cô ấy không bao giờ buông lơi mà cực kỳ nỗ lực.
Tôi đánh giá cao Linh ở thái độ làm việc chăm chỉ và tập trung, rất có trách nhiệm. Trong nghệ thuật, sự 'hiểu mình hiểu nghề' ấy cực kỳ quan trọng, tài năng mà không song hành với khổ luyện hoàn toàn có thể bị mài mòn theo năm tháng.
Ở Linh, tôi chưa bắt gặp sự thỏa hiệp tự thoả mãn với bản thân. Bất chấp những danh xưng mà khán giả và báo chí ưu ái đặt cho, Linh vẫn đặt chân trên mặt đất một cách bình tĩnh, chắc chắn với một tinh thần làm việc không hề lơi lỏng. Đó sẽ là điều giúp Linh 'xa và bền' trên con đường nghệ thuật."— Diva Thanh Lam

"Tại sao Uyên Linh gây được sóng gió nhiều đến thế. Tôi nghĩ rằng không phải vì cô ấy hát quá hay đâu. Bỏ ra ngoài bối cảnh cuộc thi, cô ấy không phải là người hát quá xuất chúng nhưng cô ấy thông minh. Và cái thông minh của cô làm người ta... 'sướng'. Khi cô ấy hát bộc lên rõ cái vẻ thông minh."— Ca sĩ Hà Anh Tuấn

## Danh sách đĩa nhạc

### Album phòng thu
- Giấc mơ tôi (2012)
- Ước sao ta chưa gặp nhau (2014)
- Portrait (2017)

### Đĩa đơn/EP
| Năm  | Tên                        | Loại    | Chú thích                                  |
| ---- | -------------------------- | ------- | ------------------------------------------ |
| 2012 | "Chờ người nơi ấy"         | Đĩa đơn | Nhạc phim Mỹ nhân kế                       |
| 2013 | "We Care for Her"          | Đĩa đơn | Cùng Hồ Trung Dũng                         |
| 2013 | "Chiếc lá mùa đông"        | Đĩa đơn | Cùng Quốc Thiên                            |
| 2013 | "Khoảng lặng mùa đông"     | Đĩa đơn |                                            |
| 2015 | "Em xa theo bình yên"      | Đĩa đơn | Cùng Quốc Thiên                            |
| 2015 | "The Colors of Vietnam"    | Đĩa đơn |                                            |
| 2016 | Holiday Special            | EP      |                                            |
|      | "Nét buồn"                 | Đĩa đơn |                                            |
| 2016 | "Xin giữ em cho hoàng hôn" | Đĩa đơn |                                            |
| 2017 | "Đi để trở về"             | Đĩa đơn | Nhạc phim Dạ cổ hoài lang                  |
| 2018 | "Nếu có một ngày"          | Đĩa đơn | Nhạc phim Gái già lắm chiêu 2'             |
| 2021 | "Giữa đại lộ Đông Tây"     | Đĩa đơn | Chương trình Xuân Hạ Thu Đông rồi lại Xuân |

### Album cá nhân góp giọng
| Năm  | Tên                  | Nghệ sĩ       | Ca khúc                 | Chú thích |
| ---- | -------------------- | ------------- | ----------------------- | --------- |
| 2015 | Tình khúc một thời 1 | Quốc Thiên    | - Chiếc lá mùa đông     |           |
| 2018 | Tuyệt phẩm song ca   | Quốc Thiên    | - Rồi mai tôi đưa em    |           |
| 2018 | Saigon Feel          | Hồ Trung Dũng | - Phố xuân              |           |
| 2023 | Cho cuộc tình đã mất | Đàm Vĩnh Hưng | - Mưa nửa đêm ngoài phố |           |

### Album tuyển tập góp mặt
| Năm  | Tên                                               | Định dạng             | Hãng phát hành   | Nghệ sĩ | Ca khúc                                                     | Tác giả                  | Chú thích                 |
| ---- | ------------------------------------------------- | --------------------- | ---------------- | --- | ----------------------------------------------------------- | ------------------------ | ------------------------- |
| 2010 | Thần tượng âm nhạc: Vietnam Idol 2010             | CD                    |                  | Văn Mai Hương, Lều Phương Anh, Trần Lân Nhã, Nguyễn Tấn Đăng Khoa, Lê Đức Anh, Bích Phương, Trung Quân Idol, Đinh Vương Linh và Đinh Thị Phương Anh | - Cảm ơn tình yêu                                           | - Huy Tuấn               |                           |
| 2013 | "Tan vào nhau"                                    | Đĩa đơn               |                  | Lê Việt Anh | - Hạnh phúc                                                 | - Lưu Thiên Hương        | *Song ca cùng Lê Việt Anh |
| 2013 | Như hai người dưng                                |                       |                  | Cao Thái Sơn | - Đêm lạnh                                                  | - Nguyễn Đình Vũ         |                           |
| 2014 | Những ngày hè rực rỡ                              |                       |                  | Mỹ Linh, Bích Phương, Trung Quân Idol, Anna Trương, Vũ Hạnh Nguyên, Hoàng Tôn, Nhật Thủy và Nhật Thu | - Ngày nắng                                                 | - Bùi Bảo Anh            |                           |
| 2015 | Một thời đã xa                                    | CD, đĩa than          | - Gia Định Audio | Thùy Chi, Thái Trinh, Hương Giang và Tạ Quang Thắng | - Giấc mơ tuyệt vời (*) - Bóng mây đời tôi - Những lời buồn | - Bảo Chấn (*) - Đức Trí |                           |
| 2015 | Sơn đẹp trai (Original Motion Picture Soundtrack) | Kỹ thuật số           |                  | Bằng Kiều, Hoàng Thùy Linh và Đinh Huy | - Ngọc ngà và lâu la                                        | - Đinh Huy               |                           |
| 2016 | Gala nhạc Việt 7: Đón Tết quê hương               | CD, DVD               |                  | Mỹ Lệ, Phương Thanh, Thanh Thảo, Quang Linh, Quang Dũng, Thu Thủy, V.Music, Minh Thư, Bảo Thy, Bùi Anh Tuấn, Ái Phương, Bảo Anh, Tiêu Châu Như Quỳnh, Hoà Minzy, Cao Thanh Thảo My, Út Bạch Lan, Giang Hồng Ngọc Phương Hồng Thủy, Phương Loan, Phù Sa và FM | - Xuân muộn                                                 | - Hoài Linh              | *Song ca cùng Quang Linh  |
| 2021 | Xuân Hạ Thu Đông rồi lại Xuân - tập 9             | Tải xuống kĩ thuật số | - Yin Yang Media | Hòa Minzy, Anh Tú, Hứa Kim Tuyền, Uyên Linh | - Giữa đại lộ Đông Tây                                      | - Hứa Kim Tuyền          |                           |

## Các chương trình đã tham gia
- Vietnam Idol (Thần tượng âm nhạc) 2010 - Ca sĩ (Thí sinh)
- Music Revolution 2011 - Giám khảo
- Chiếc nón kỳ diệu (2012) - Ca sĩ
- Ai là triệu phú (2013) - Ca sĩ
- Gặp gỡ VTV 2013, 2014, 2016, 2022 - Ca sĩ
- Vietnam Idol (Thần tượng âm nhạc) 2013 - Giám khảo (Vòng thử giọng)
- Bếp hát 2014 - Ca sĩ
- Vietnam's Got Talent 2014 - Ca sĩ
- The Winner Is (Tôi là người chiến thắng) 2014 - Giám khảo
- Vietnam Idol (Thần tượng âm nhạc) 2015 - Giám khảo (Vòng thử giọng)
- Chào 2016 - Ca sĩ
- Chào 2017 - Ca sĩ
- Thần tượng âm nhạc nhí 2017 - Giám khảo
- Nhạc hội song ca 2017 - Ca sĩ
- Music home 2018 - Ca sĩ
- Talkshow 1 tiếng kể hết 2019 - Khách mời
- Giải mã tri kỷ 2020 - Khách mời
- Xuân hạ thu đông rồi lại xuân 2021 - Ca sĩ
- Giọng ải giọng ai 2021 - Ca sĩ
- Chào 2022 - Ca sĩ
- Vũ khúc ánh sáng (Countdown 2022) - Ca sĩ
- Giao lộ thời gian 2022 - Ca sĩ
- Trời sinh một cặp 2021 - Ca sĩ
- Sao mai 2022 - Giám khảo
- Trời sinh một cặp 2022 - Giám khảo
- Vua tiếng Việt (mùa 2 Tập 14) 2022 - Người chơi
- Ký ức vui vẻ 2022 - Ca sĩ
- Ca sĩ mặt nạ (The Masked Singer Vietnam) 2022 - Ca sĩ (Người chơi)
- Chị đẹp đạp gió rẽ sóng 2023 - Người chơi
- Và nhiều chương trình khác

## Giải thưởng
| Năm  | Giải thưởng                                         | Trao cho            | Kết quả   |
| ---- | --------------------------------------------------- | ------------------- | --------- |
| 2010 | Việt Nam Idol                                       | Uyên Linh           | Quán quân |
| 2012 | Bài hát yêu thích tháng 1                           | "Người hát tình ca" | Đoạt giải |
| 2013 | Cống Hiến: Bài hát của năm                          | "Người hát tình ca" | Đề cử     |
| 2013 | Cống Hiến: Ca sĩ của năm                            | Uyên Linh           | Đề cử     |
| 2013 | Cống Hiến: Album của năm                            | Giấc mơ tôi         | Đề cử     |
| 2014 | Bài hát Việt: Ca sĩ được yêu thích nhất             | Uyên Linh           | Đoạt giải |
| 2014 | Bài hát Việt: Ca sĩ thể hiện hiệu quả nhất          | Uyên Linh           | Đoạt giải |
| 2017 | Cống Hiến: Album của năm                            | Portrait            | Đề cử     |
| 2017 | We Choice Awards: Album âm nhạc được yêu thích nhất | Portrait            | Đề cử     |
| 2017 | We Choice Awards: Ca sĩ có hoạt động đột phá        | Uyên Linh           | Đề cử     |